# George William Ross
Pour les articles homonymes, voir George Ross.
Sir George William Ross (né le 18 septembre 1841 et décédé le 7 mars 1914) était un enseignant et homme politique canadien dans la province de l'Ontario. Né près de Nairn (Ontario), il a été enseignant et inspecteur scolaire avant de se lancer en politique. Il a été premier ministre de l'Ontario de 1899 à 1905. Il était franc-maçon .